# O Gud, vår broder Abels blod
O Gud, vår broder Abels blod är en kristen psalm. Texten är skriven av Frans Michael Franzén.
|  |
|  |

## Publicerad i
- 1819 års psalmbok, som nummer 122 under rubriken "Jesu andliga världsregering och vård om sin stridande församling".
- Den svenska psalmboken 1937, som nummer 149 under rubriken "12. Alla helgons dag".